# Bromelia antiacantha
Bromelia antiacantha, também conhecida como caraguatá, banana-do-mato ou bananinha-do-mato, é uma planta da família das bromeliáceas, do gênero Bromelia. Sua distribuição conhecida vai do estado da Bahia até o Uruguai. 
Seus frutos são usados para alimentação humana e na medicina popular, e apesar de possuírem grande quantidade de vitaminas e sais minerais, também são extremamente ácidos e contém Oxalato de Cálcio. Outro uso comum dessa espécie é como cerca viva, devido ao seu habito de crescer em agrupamentos densos e protegidos por uma grande quantidade de espinhos.

## Descrição
É uma planta grande, possui folhas entre 80 e 300 cm de comprimento e cresce em touceiras densas. As folhas são um pouco rígidas e possuem espinhos nos dois lados, os espinhos da metade externa da folha (que está mais distante do centro) apontam para fora, enquanto os de dentro apontam para o interior. Essa característica é traduzida em seu epíteto, que é composto pelo prefixo grego Anti- (direção contraria) e a palavra Acantha (espinho). Suas folhas são, durante a maior parte da sua vida, verde amareladas, mas a roseta se torna vermelha na fase reprodutiva.
Sua flores são muito numerosas e tubulares, e a espécie é polinizada principalmente por beija-flores, mas também atraem mamangavas e abelhas que tentam roubar néctar.
Produz numerosos frutos amarelos no final da etapa reprodutiva, que são predados por varios animais como: Serelepe (Sciurus vulgaris), Graxaim (Pseudalopex gymnocercus), gado e outros roedores. Geralmente a etapa de frutificação ocorre no inverno (julho - setembro).

## Usos
Assim como em outras espécies de plantas da mata atlântica, A banana-do-mato possui diversos usos relatados, mas que em tempo recentes, devido a uma mudança na paisagem alimentar e socioeconômica, acabam sendo pouco lembrados ou reportados na literatura. No entanto, alguns deles estão sendo resgatados e mais pesquisados num contexto de revitalização do uso de produtos florestais não madeireiros e valorização do conhecimento tradicional.

### Alimentares
Existem relatos de que os frutos possam ser comestíveis in natura, mas talvez somente em pequenas quantidades e quando bem maduros, devido a presença de oxalato de cálcio que causa um pouco de irritação na garganta e boca. A comestibilidade e sabor são melhorados ao assar ou ferver as frutas por um período. Além disso, os frutos podem ser utilizados em geleias, licores, sucos ou chás.  
Também é possível consumir e conservar as folhas mais tenras, que ainda não abriram e estão no "miolo" próximo ao solo, como uma espécie de palmito.

### Medicinais
O uso medicinal mais conhecido da B. antiacantha é na forma de um xarope confeccionado com os frutos, que supostamente possui capacidade de tratar problemas respiratórios como tosse, asma e bronquite. Alguns relatos indicam o consumo dos frutos e derivados como anti-helmínticos  

### Outros
Um outro uso comum da B. antiacantha é como cerca viva. A planta é grande e espinhosa, além de crescer e multiplicar relativamente rápido. 
Assim como outras Bromélias, também é possível confeccionar fibras de suas folhas. 